# Osman Abdel Hafeez
Osman Abdel Hafeez (ar. عثمان عبد الحفيظ, ur. 30 marca 1917 w Szibin al-Kaum, zm. 14 sierpnia 1958 na Atlantyku) – egipski szermierz, trzykrotny medalista mistrzostw świata.
Podczas mistrzostw świata w Kairze w 1949 roku Egipcjanie w składzie: Osman Abdel Hafeez, Anwar Tawfik, Salah Dessouki, Hassan Tawfik, Mahmoud Younes i Mohamed Zulficar zajęli trzecie miejsce we florecie drużynowym. W tej samej konkurencji zdobywał brązowe medale także na mistrzostwach świata w Monte Carlo w 1950 roku i mistrzostwach świata w Sztokholmie rok później.
Wystąpił na igrzyskach olimpijskich w Londynie w 1948 roku, gdzie był piąty we florecie drużynowym, a indywidualnie odpadł w półfinałach. Wystartował tam także w szpadzie drużynowej, w której Egipcjanie odpadli w ćwierćfinałach. Na rozgrywanych cztery lata później igrzyskach olimpijskich w Helsinkach zajął czwarte miejsce we florecie drużynowym, a w szpadzie drużynowej odpadł w pierwszej rundzie.
Zginął w katastrofie lotniczej 180 km na zachód od wybrzeża Irlandii (lot 607-E) samolotu Lockheed Super Constellation należącego do linii KLM. 